# Kövesdomb
A Kövesdomb (románul Dâmbul Pietros) Marosvásárhely egyik negyede. A szovjet stílusú tömbháznegyed építését az 1970-es években kezdték meg, azelőtt zöldségeskertek és földek uralták a területet. A Tudor után a város második legnagyobb negyede, körülbelül 35 000 embernek ad otthont. Főleg tömbházak alkotják, de kertesházak is előfordulnak kisebb számban.

## Története
A környéken már a vaskorban is éltek emberek; kövesdombi feltárások során Hallstatt-kori leleteket találtak.
A Kövesdomb nevet legelőször 1638-ban jegyzik fel („Az koves dombon felul”). Későbbi okmányok megerősítik, hogy itt termőföldek voltak (1798: „Buza Főldek a' Köves Dombon”, 1850: „Kőves domb: Szánt Főldek”). Régen itt volt a városi akasztófa is. A Kövesdomb felett helyezkedik el a Kishegyszőlő (ismert volt Szilágyi-szőlő néven is), ahol szőlősök és gyümölcsösök voltak.
A 20. században főleg zöldségeskertek uralták a Kövesdombot. Az 1970-es években felsőbb utasításra lebontották a kertészek és földművesek házait, és szovjet stílusú tömbháznegyedet építettek a Kövesdombra és a szomszédos Bodoni út környékére, négy- és tízemeletes tömbházakkal, széles sugárúttal, iskolákkal, piacokkal. Az építkezés szerencsére megkímélte a Kishegyszőlőt.

## Leírása
A város déli részén fekszik. Nyugatról az Alsóváros, északról a Budai Nagy Antal-negyed, keletről a Tudor és a Belvedere-negyedek határolják. Északnyugati határa a Dózsa György utca.
A negyed fő sugárútja az 1848-as út (Bulevardul 1848), korábban megközelítőleg erre húzódott az Irányi Dániel utca. Eredetileg azt tervezték, hogy ezt a Tudor-negyedi Pandúrok sugárútba kötik be, egy „kiskörutat” hozva létre a város déli részén, azonban ez nem valósult meg.

### Templomok, temetők
- Alsóvárosi református templom
- Kövesdombi református templom (millenniumi épület)
- Szent Miklós-templom
- Kövesdombi unitárius templom(wd)
- Ortodox templom
- Szucsáva utcai zsidó temető

### Kulturális intézmények
- A Maros Művészegyüttes székhelye, illetve előadóterme - 2006-ban a Maros Megyei Tanács felújíttatta a volt Egyesülés Mozit, és 2007-től igénybe is vette a művészegyüttes.
- A Dávid Ferenc téri unitárius templom Bözödi György-terme több kulturális rendezvénynek, iskolai vetélkedőnek ad otthont (Mikszáth Kálmán verseny)

### Oktatási intézmények, óvodák
Az alábbi oktatási intézmények, óvodák mindegyikében vegyes tannyelvű (magyar-román) oktatás és képzés folyik.
- Volt 17. és 15. számú általános iskolák, amelyeket összevonták és létrejött a Liviu Rebreanu Gimnázium.
- Gheorghe Șincai Szakközépiskola
- Avram Iancu Szakközépiskola
- 1848 sugárúti napközi
- Ion Buteanu utcai óvoda-napközi
- Méhecske óvoda-napközi

## Képek

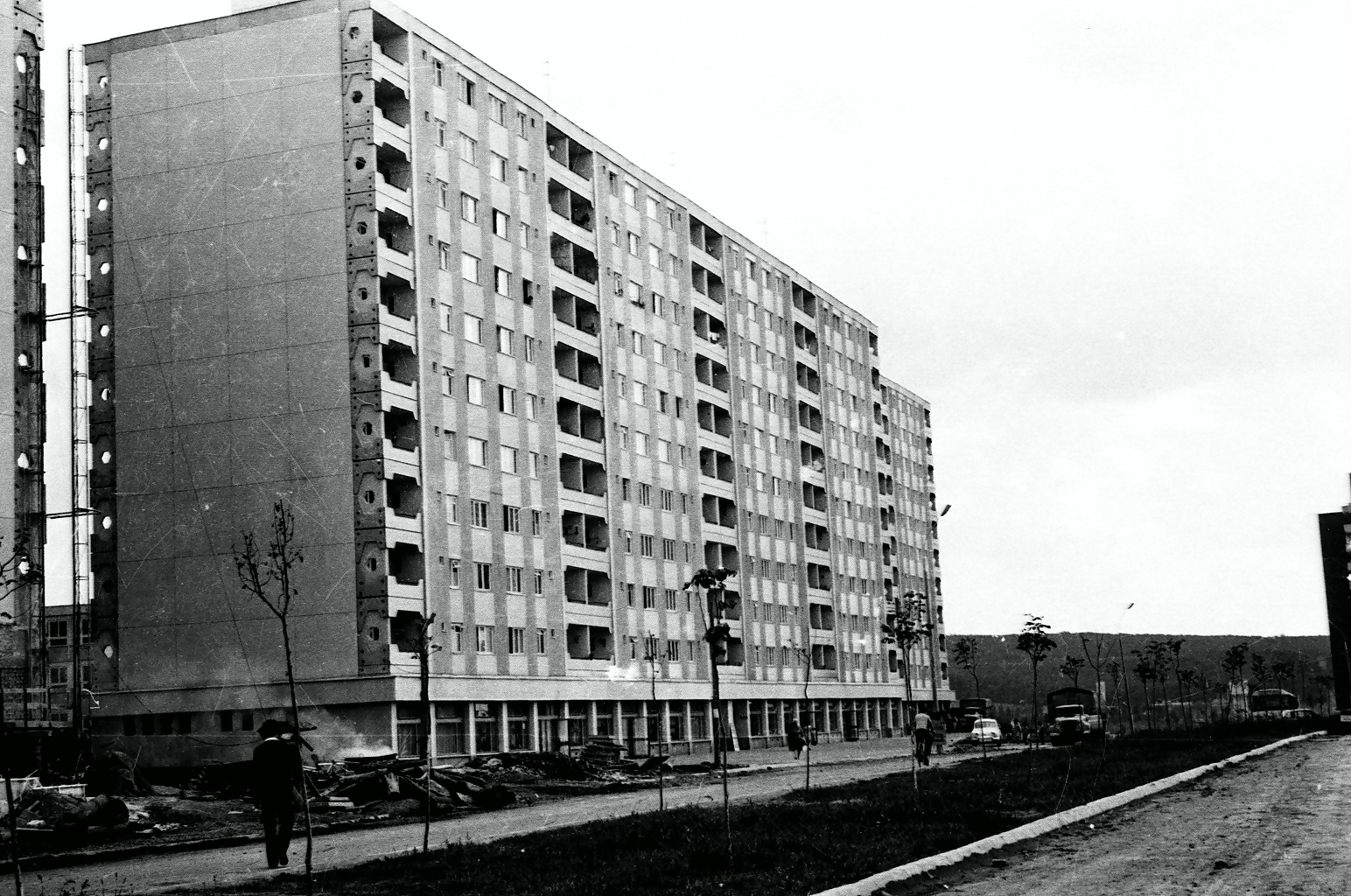
1973-ban
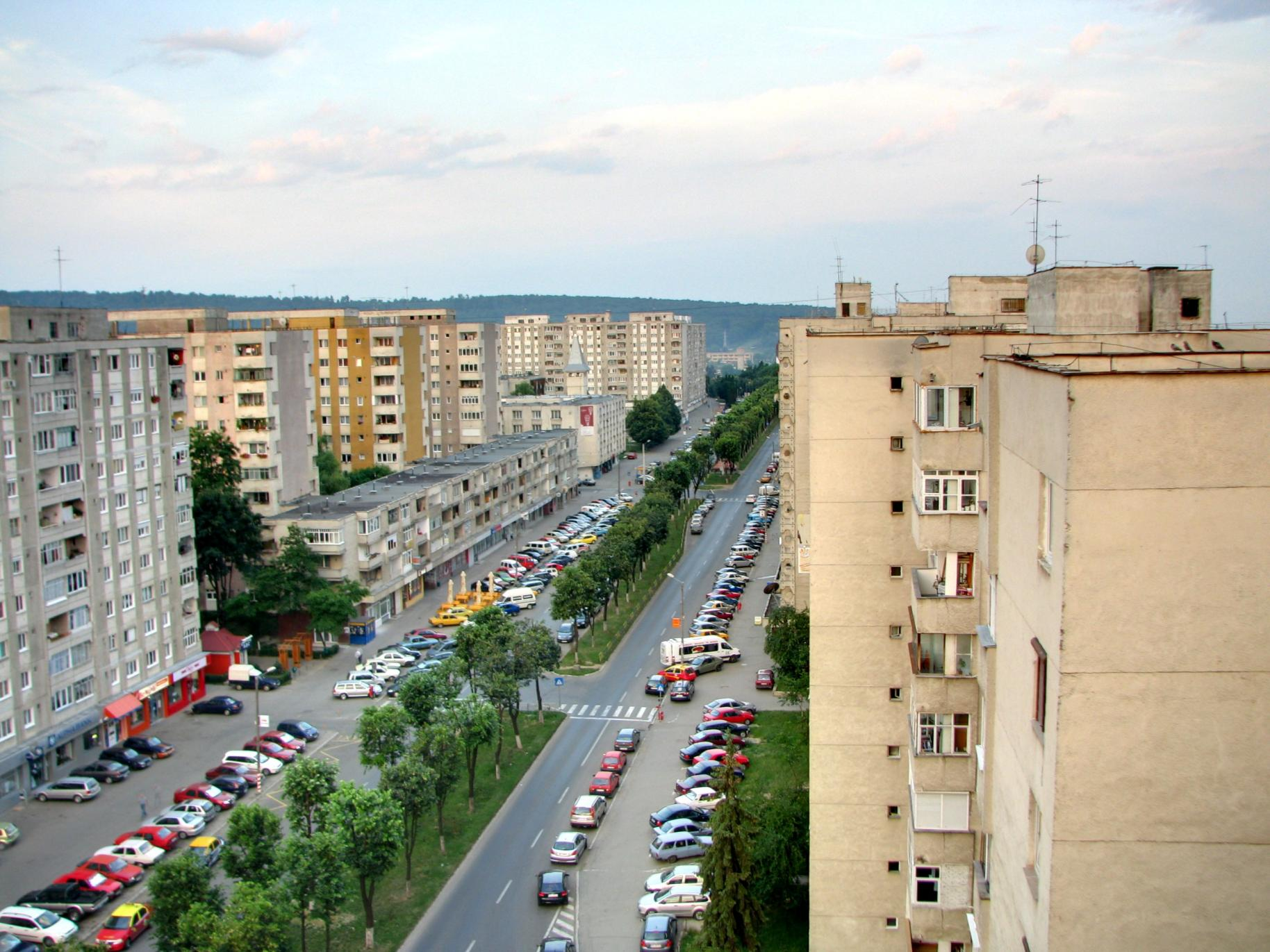
Az 1848-as sugárút
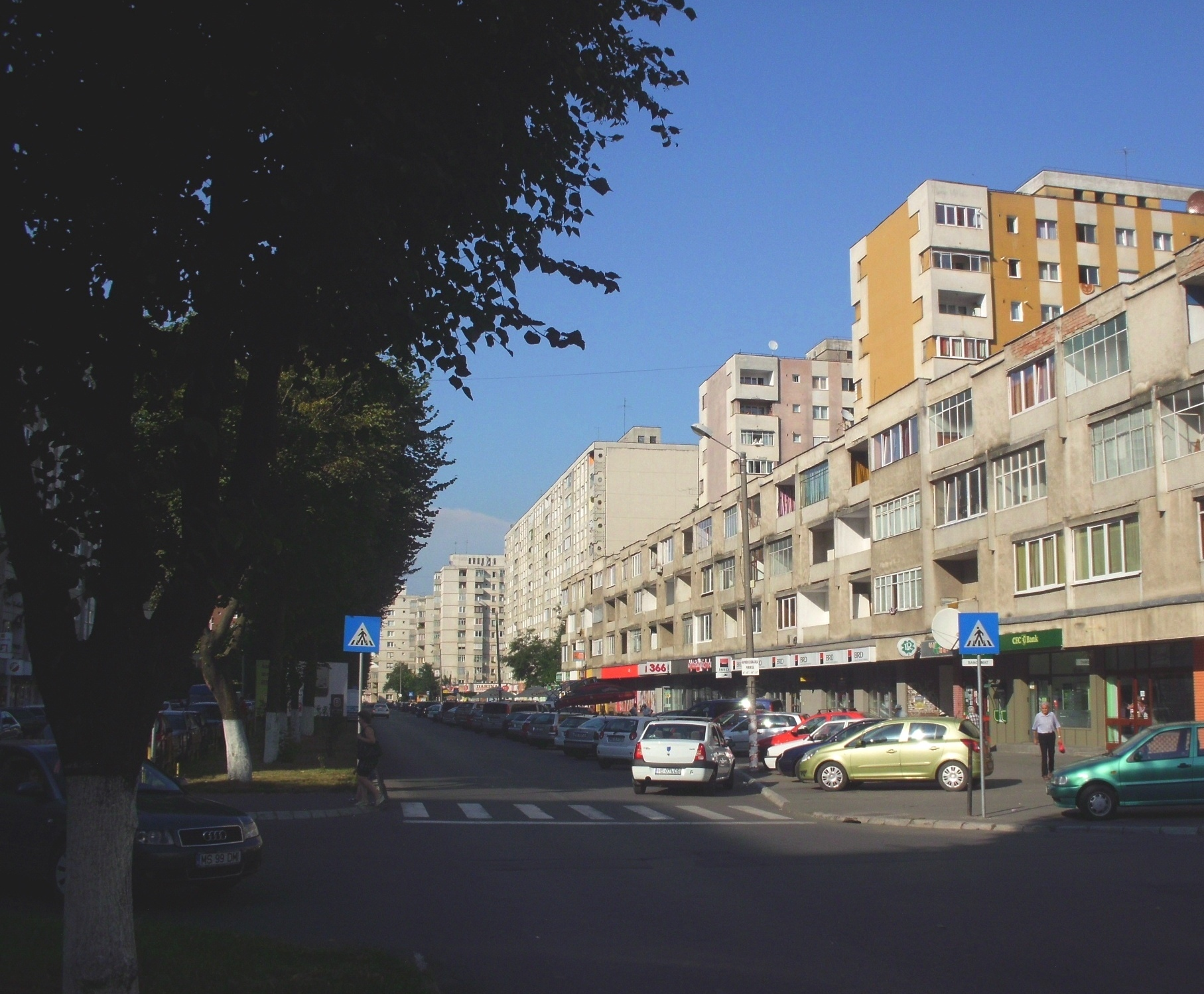
Az 1848-as sugárút
A Dávid Ferenc-téri unitárius templom az alsócsorgótól
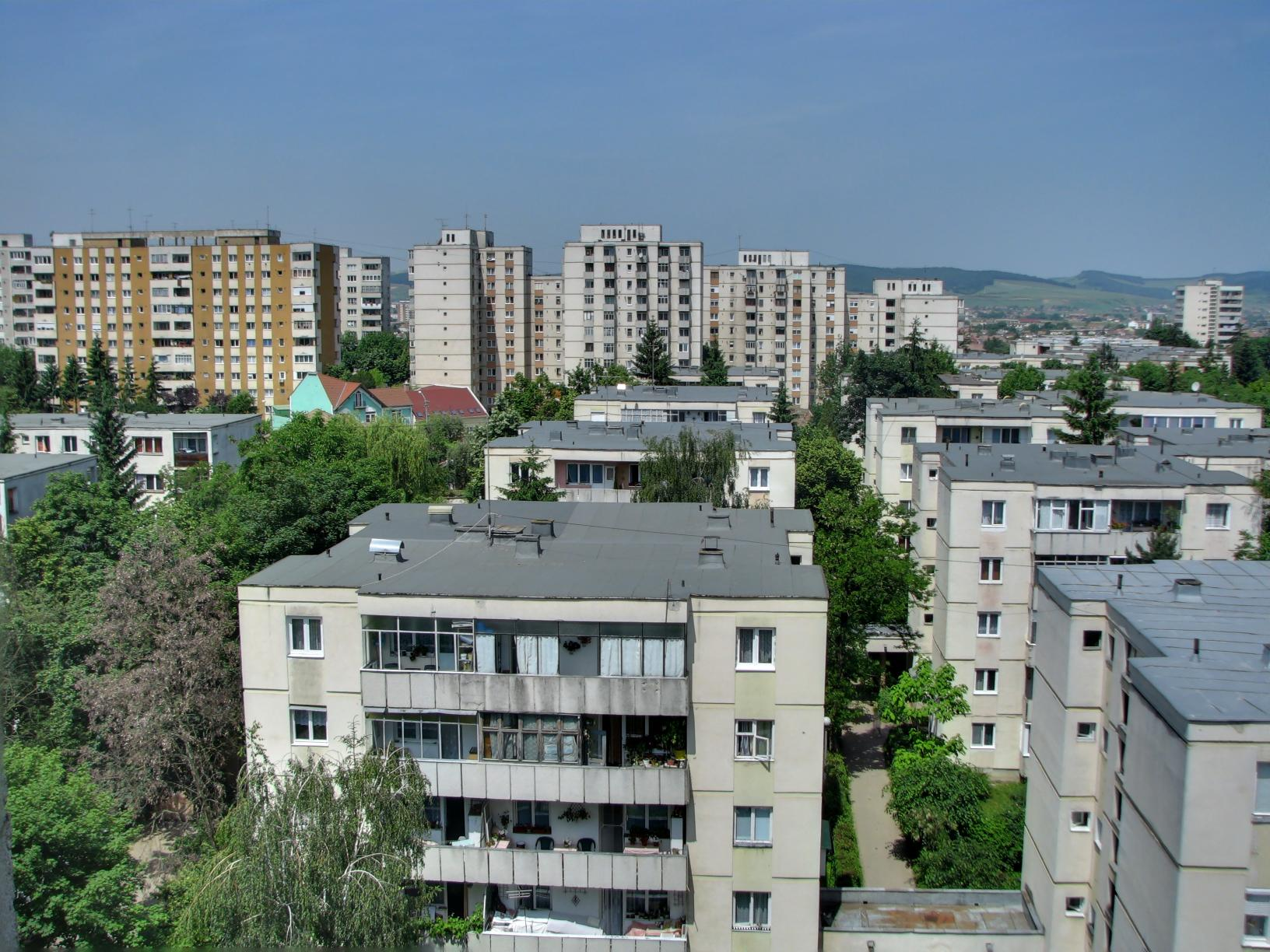
Látkép